# Allium saposhnikovii
Allium saposhnikovii là một loài thực vật có hoa trong họ Amaryllidaceae. Loài này được Nikitina mô tả khoa học đầu tiên năm 1962.